# Zhang Hanyu
Pour les articles homonymes, voir Hanyu.
Zhang Hanyu (chinois simplifié : 张涵予 ; pinyin : Zhāng Hányú), né le 19 décembre 1964 à Pékin, est un acteur chinois.

## Filmographie
- 2004 : A World Without Thieves
- 2009 : Look for a Star
- 2009 : The Founding of a Republic de Huang Jianxin et Han Sanping (en)
- 2009 : Bodyguards and Assassins de Teddy Chan
- 2011 : The Founding of a Party de Huang Jianxin et Han Sanping (en)
- 2011 : White Vengeance
- 2012 : Back to 1942
- 2013 : The Chef, the Actor, the Scoundrel
- 2013 : Special ID
- 2014 : Ex-Files
- 2014 : La Bataille de la Montagne du Tigre de Tsui Hark : Yang Zirong
- 2016 : La Grande Muraille (The Great Wall, 長城) de Zhang Yimou
- 2017 : Manhunt de John Woo
- 2019 : The Chinese Pilot d'Andrew Lau